# La Patrie (Montréal)
Pour les articles homonymes, voir La Patrie.
La Patrie est un journal québécois publié de 1879 à 1978, quotidien jusqu'en 1957 puis hebdomadaire jusqu'à sa fermeture.

## Histoire
La Patrie est fondé à Montréal en février 1879 par l'écrivain, journaliste et homme politique Honoré Beaugrand (1848-1906), avec la collaboration de membres influents du Parti libéral. Il prend le relais du National, organe lancé pour lutter contre le Parti conservateur. Se présentant comme héritier du Parti rouge, le nouveau quotidien est créé pour défendre la cause libérale dans la région de Montréal en plus de souscrire à l'anticléricalisme. Honoré Beaugrand en est le propriétaire et le directeur alors que rédaction est assumée initialement par Beaugrand et par Ernest Tremblay. Le journal ne vient que de naître alors qu'un scandale politique secoue la province : à la suite d'un différend politique, le lieutenant-gouverneur Luc Letellier de Saint-Just renvoie tous les ministres du cabinet conservateur de Boucherville. La Patrie saisit l'occasion pour se positionner derrière Saint-Just et, après sa destitution, se servira de cette affaire pour démontrer l'ingérence du Canada dans les affaires du Québec.
Le premier numéro paraît le lundi 24 février 1879.  il se vend au prix d'un cent l'exemplaire et l'abonnement annuel est de quatre dollars. Le prix quotidien reste inchangé pendant quarante ans puis augmente à deux cents le 4 août 1919.  Le journal avait un tirage de 5000 exemplaires à l'origine, atteint 27 000 exemplaires en 1901, 30 000 en 1933 et près de 200 000 en 1962. La Patrie proposait également des Romans-feuilleton.
Le 4 février 1897, La Patrie est acheté par Joseph-Israël Tarte, ministre dans le gouvernement libéral de Wilfrid Laurier, avec des fonds fournis par le Parti libéral et par l'homme d'affaires John Naismith Greenshields. Tarte en confie la propriété et la direction à ses deux fils, Louis-Joseph et Eugène.  

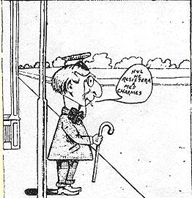
Image extraite des Aventures de Timothée par Albéric Bourgeois (1904).

En 1903, Tarte contacte Albéric Bourgeois, qui travaillait au Boston Post depuis 1902 à concevoir des bandes dessinées, pour faire de même dans La Patrie : il y conçoit Les Aventures de Thimotée, considérées comme la première bande dessinée francophone de l'histoire, et qui paraît à partir du 30 janvier 1904,.
En 1925, il est acheté par le groupe Webster, Lespérance et Fortier, qui en fait un journal conservateur. En 1933, le journal La Presse devient propriétaire de La Patrie.
En 1957, La Patrie cesse d'être un quotidien pour devenir un hebdomadaire publié le dimanche. Il ferme définitivement ses portes en 1978 en raison de difficultés financières.
L'édifice qui hébergeait le journal sur la rue Sainte-Catherine à Montréal est alors acquis par l'Université du Québec à Montréal. Plus tard, il est utilisé par le mouvement Under Pressure afin de présenter différents artistes de Street Art, sous le nom de Fresh Paint Gallery. Il est finalement acquis en 2007 par l'Église de scientologie et demeure vacant.

## Quelques journalistes et collaborateurs
- Pierre Baillargeon
- Raoul Barré
- Jacques Barrette (sports)
- Robertine Barry dite Françoise
- Hermas Bastien
- Roméo Beaudry
- Honoré Beaugrand
- Gustave Benjamin Boyer
- William Chapman
- Albert Chartier
- Pierre Chaloult
- Ernest Choquette
- Alonzo Cinq-Mars (courriériste parlementaire)
- Paul Coucke
- Jean Desprez (Mme)
- Roger Duhamel
- Jacques Francœur
- Louis Francœur
- Rodolphe Girard
- Louis Herbette
- Omer Héroux
- Léopold Houlé
- Anne-Marie Huguenin, dite Madeleine
- Roger Janelle (photographe)
- J.P. Laliberté (photographe)
- Godfroy Langlois
- Claude La Vergne
- Rodolphe Lemieux
- Hervé Lépine
- Henri Letondal
- Jean-Aubert Loranger
- Pierre Luc
- Manuel Maître
- Paul de Martigny
- Roger Meloche (sports)
- Yves Michaud
- Dostaler O'Leary
- Alice Parizeau
- Suzanne Piuze
- Hughette Proulx
- Robert de Rocquebrune
- Lyse Rossignol
- Pierre Saucier
- Joseph-Israël Tarte
- Yves Thériault
- Jacques Trépanier
- Léon Trépanier
- Jerry Trudel (sports)